# Тезеј
Тезеј (грч. Θησεύς) је био атински јунак кога су сматрали панданом Хераклу. Отац му је био Егеј (краљ Атине), а мајка Етра, кћерка Питеја краља Трезене. У неким митовима се говори да му је отац био Посејдон. Најзначајније Тезејево дело било је ослобођење његове земље од тешког данка који је морао да се шаље критском владару Миноју. Слали су седам девојака и седам момака које је Миној препуштао Минотауру да их поједе. То је било чудовиште са људским телом и главом бика, које је живело у дворцу са много одаја, тзв. лавиринту, из кога је било веома тешко изаћи. Тезеј је ипак успео да убије Минотаура и да изађе из лавиринта. У томе му је помогла Аријадна, кћи краља Миноја која је заволела Тезеја и дала му клупче конца. На улазу у лавиринт, везао је један крај конца, ушао у његове одаје, пронашао и убио Минотаура, а затим помоћу конца изашао из лавиринта.

## Тезејеви подвизи на путу у Атину
Након рођења, Егеј је оставио Тезеја да проведе детињство код његовог пријатеља Питеја све док не буде у стању да помакне стену испод које му је отац ставио сандале и мач и када ће бити спреман да дође код оца у Атину. Када је навршио шеснаест година, већ је био познат по својој снази и окретности. Тада је он напустио Питеја и кренуо у Атину код оца. Он није послушао мајчине и дедине молбе да изабере сигуран морски пут, већ се у Атину запутио тежим путем кроз Истам.

### Див Перифет
На граници Трезена и Епидаура Тезеј је срео дива Перифета, сина бога Хефеста. Див је, као и његов отац, био хром, али је имао снажне руке и огромно тело. Див би сваког путника који је пролазио планинама, у којима је живео, убијао гвозденим топузом. Тезеј је Перифета лако победио, а у знак победе, понео је са собом гвоздени топуз.

### Синида, савијач борова
До Истма Тезеј није наилазио ни на какве опасности. На Истму, у боровој шуми посвећеној богу Посејдону, Тезеј је сусрео Синиду, савијача борова. Синида би, савијајући борове тако да им се врхови додирују, повезивао за њих несрећног путника, а онда их пуштао. Борови су се исправљали и черечили несрећниково тело. Тезеј се осветио Синиди на исти начин којим је он убијао своје жртве. На месту где је победио Синиду, Тезеј је установио Истамске игре.

### Дивља свиња
Тезеј је даље ишао кроз Кромион. Околину је опустошила огромна дивља свиња коју су родили Тифон и Ехидна. Становници су молили Тезеја да их ослободи чудовишта, што је он и учинио и убио је својим мачем.

### Разбојник Скирон
На граници Мегаре, Тезеј је наишао на разбојника Скирона који је живео на самом крају стене. Разбојник би терао сваког пролазника да му опере ноге, а када би се пролазник сагао Скирон би снажним ударцем ноге бацао пролазника са стене на оштро камење које је штрчало из воде. Тело би прождирала џиновка корњача. Када је Скирон покушао да гурне Тезеја, овај је разбојника ухватио за ногу и њега бацио у море.

### Керкион
Недалеко од Елеусине, Тезеј је ступио у борбу с Керкионом. Керкион је многе поубијао, али га је Тезеј стегао својим рукама и убио. Тиме је ослободио Керкионову кћер Алопу, а власт над Керкионовом земљом дао Алопином и Посејдоновом сину Хипотонту.

### Дамаст, истезач
Пошто се приближавао долини реке Кефис у Атици, Тезеј је наишао на разбојника Дамаста кога су још називали Прокрустом (што значи „истезач“). Дамаст је сваког ко би му пао у руке, стављао на један лежај. Ако би лежај био дуг он би истезао несрећног путника све док му ноге не додирну руб лежаја, а ако би лежај био кратак Дамаст би несрећнику секао ноге. Тезеј је самог Дамаста поставио на лежај, али пошто је диву лежај био кратак Тезеј га је убио на исти начин на који је он убијао путнике.
То је био последњи Тезејев подвиг на путу ка Атини, али он није хтио да уђе у Атину укаљан проливеном крвљу Синида, Скирона и других. Он је молио Фиталиде да га крај Зевсовог олтара очисте посебним верским церемонијама. Филатиде су Тезеју испуниле молбу и очистиле га од порока проливене крви. Тако је могао да мирно дође у Атину.

## Тезеј у Атини
Тезеј је у Атини са дугачком одећом и коврџавом косом више личио на девојчицу него на хероја који је извршио велике подвиге. Кад је пролазио крај Аполоновог храма где су радници стављали кров, они су кренули да му добацују, мислећи да је женско:
„Погледајте, нека девојка иде сама градом без пратиоца! Погледајте како је расплела своју косу, а својим хаљинама мете уличну прашину!“ Расрђени Тезеј дохвати једна воловска кола и баци их преко главе радника који су стајали на крову. Радници су тек тада видели да то није девојка већ херој велике снаге и препали су се од његове освете, али херој је мирно наставио свој пут. Кад је стигао у очев дворац није открио Егеју ко је он, већ се представио као странац. Егеј није препознао свога сина, али га је препознала чаробница Медеја која је бежећи из Коринта у Атину постала Егејева жена. Властољубива Медеја је одмах схватила каква јој опасност прети ако Егеј сазна ко је прелепи странац. Да не би изгубила власт она је наумила да убије хероја тако што је наговорила Егеја да да му сипа отров у вино, под изговором да је младић непријатељски ухода. Егеј је, бојећи се да не изгуби власт, пристао на злочин. За време пира, Егеј је видео мач који је оставио свом сину у Тројсени пре него што је овај попио отров. Медеја је са сином Медоном протерана из Атине. Егеј је свима причао како му се син вратио и причао је о његовим подвизима. Атињани су се радовали будућем краљу. Када су Егејеви братићи сазнали о доласку Тезеја схватили су да је пропала њихова шанса да завладају Атином после Егејеве смрти. Тада је њих петнаест заједно са оцем одлучило да покори Атину. Пошто су знали колико је Тезеј снажан, одлучили су да прибегну лукавству. Једни су отворено пришли зидинама, а други су чекали у заседи. Гласник је открио Тезеју шта су наумили његови рођаци и он је прво напао оне из заседе, а кад су остали сазнали шта се догодило, спопаде их такав страх да су се сви разбежали. Након што се решио својих супарника, Тезеј је одлучио да ослободи Атику од дивљег бика који је пустошио тај крај. Када је дошао у Атику, принео је жртву Зевсу, а затим кренуо да тражи бика. Кад га је нашао, ухватио га је за рогове и до земње му спустио главу, везао и тако га укротио. Кад је стигао у Атину бика је принео као жртву богу Аполону.

## Тезеј на Криту
Када се вратио у Атину, сва Атика је била утонула у тугу. Већ трећи пут су долазили посланици са Крита. Атињани су морали сваке девете године да шаљу по седам девојака и седам младића које је краљ Минос затварао у велики лавиринт гдје их је прождирао минотаур. Атињани су морали плаћати данак зато што су убили Миносовог сина Андрогеја. Данак се могао укинути само у случају убиства минотаура. Тезеј је одлучио да крене са младићима и девојкама на Крит и да их ослободи овог ужасног данка. Из делфиског пророчишта му је речено да за ктитора изабере богињу љубави, Афродиту. На Криту је Тезеја запазила Миносова кћи Аријадна, а Афродита је у њеном срцу пробудила велику љубав према хероју. Када је требало да пође у лавиринт, Тезеју је Аријадна без очевог знања дала клупко конца и мач. Тезеј је на самом улазу у лавиринт свезао један крај конца, а затим је кренуо у потрагу за минотауром полако одмотавајући клупко да би могао да нађе пут назад. Када је нашао минотаура отпочела је страшна борба. Чудовиште се неколико пута бацало на Тезеја, али га је овај увек одбијао својим мачем. Најзад, херој ухвати минотаура за рогове а у груди му зари свој мач. Након тога он, помоћу клупка, нађе излаз. На излазу га је чекала Аријадна која је била пресретна што га види живог, али још су се више радовале девојке и младићи које је Тезеј спасао. Да би избегао Миносов гнев херој побеже са Крита заједно са Аријадном. При повратку је пристао на острво Наксос где му се у сну јавио бог Дионис, који му је рекао да су њему богови за жену одредили Аријадну. Тезеј није могао да не послуша вољу богова и наставио је пут тужан и ожалошћен. Тезеј је у тузи заборавио обећање које је дао Егеју - да ће ако преживи црно једро заменути белим. Када је Егеј видео да се на лађи вијори црно једро, он се бацио са литице мислећи да му је син мртав. То море се од тада назива Егејско море. Тезеј је после очеве смрти завладао Атином.

## Тезеј као краљ
У листи атинских краљева, према грчкој митологији, Тезеј је десети по реду и традиционално се његово име везује за многе установе које су биле понос атинске државе. То је условило да он буде идеал свих Атињана, посебно омладине. Веровало се да је он ујединио становнике Атике, а Атину прогласио престоницом настале државе. Мегару је припојио Атици, а на Коринтској превлаци успоставио границу између дорске и јонске земље. Становништво је поделио на три класе (племство, земљораднике и занатлије) и успоставио је демократију, чиме је постао први владар који је установио такво устројство државе. Такође, обновио је празник Панатенеје и истамске игре. По његовом налогу кован је новац са ликом бика.

## Тезеј у уметности
Сачувано је неколико стотина ваза на којима су представљене сцене из мита о Тезеју, а његови подвизи су приказани на забатима, фризовима и метопама многих храмова и ризница, што га чини, уз Херакла, најомиљенијим ликом античких уметника.